# Vāmana

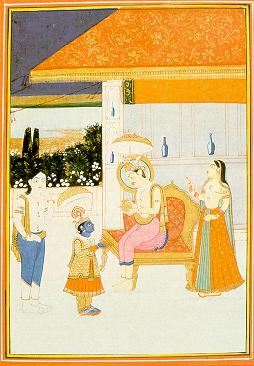
Vāmana e il re asura Bali (data sconosciuta)

Vāmana (devanāgarī: वामन; s.m. "minuscolo" inteso come "nano") è un avatāra della divinità hindū Visnù. 

## Fonti
Le caratteristiche e le vicende inerenti all'avatāra Vāmana sono narrate in particolar modo nei Vāmana Purāṇa (23-21; 89-94), Viṣṇu-dharmottara Purāṇa  (I, 121, 6-7), Matsya Purāṇa, (161-167; 244-248), Agni Purāṇa (V), Brahmā Purāṇa (73 e 213), Padma Purāṇa (266-267),  Bhāgavata Purāṇa (VIII, 17-22), nel Mahābhārata (II, 47; III, 273) e nel Rāmāyaṇa, (I, 29 e II, 21).

## Mito
Bali, re degli asura,  grazie all'ardore ascetico acquisisce il dominio sui Tre mondi (Cielo, Terra, Inferi) spodestando gli dèi (deva), questi si recano quindi da Visnù chiedendogli di ristabilire l'ordine cosmico.
Viṣṇu nasce allora come Vāmana, un nano appartenente alla casta dei brahmani, e, recatosi da Bali, gli chiede l'esaudimento di un desiderio, ovvero di concedergli quella parte del suo regno che fosse riuscito a coprire con tre passi.
Bali acconsente, Vāmana cresce di dimensione infinite, e con il primo passo copre tutta la Terra poi, con il secondo, copre l'intero Cielo, mentre con il terzo passo pone il suo piede sulla testa di Bali, spingendolo dolcemente negli Inferi.
Bali ammette la sconfitta da parte del dio, ma Viṣṇu riconoscendone le virtù religiose gli concede gli Inferi come regno.

## Culto
Si crede che Bali torni ogni anno sulla Terra della sua gente, per assicurarsi che vivano felici; questo avvenimento si celebra nella festa Onam a Kerala, dove è chiamato anche Maveli.
Uno dei templi dedicati a Vāmana si trova nel Kanchipuram vicino al tempio di Kamakshi.